# 斯特羅納克 (密歇根州)
斯特羅納克（英語：Stronach）是位於美國密歇根州馬尼斯蒂縣斯特羅納克鎮區的一個普查規定居民點。

## 人口
根據2020年美國人口普查的數據，斯特羅納克的面積為0.90平方千米，當中陸地面積為0.90平方千米，而水域面積為0.00平方千米。當地共有人口170人，而人口密度為每平方千米188.89人。